# Tramwaje w Bom Sucesso
Tramwaje w Bom Sucesso − zlikwidowany system komunikacji tramwajowej w brazylijskim mieście Bom Sucesso, działający w latach 1930−1947.

## Historia
Otwarcie linii tramwajowej w Bom Sucesso nastąpiło 21 września 1930. Linia tramwajowa o długości 3 km i rozstawie szyn wynoszącym 1000 mm połączyła dworzec kolejowy z centrum miasta. Do obsługi linii wybudowano we własnym zakresie jeden tramwaj o konstrukcji otwartej. Zajezdnia znajdowała się na końcu linii w centrum miasta. W styczniu 1931 dotychczasowy operator linii EFOM połączył się z inną firmą i od tego czasu operatorem linii była spółka Rede Mineira de Viação (RMV). Linię tramwajową najprawdopodobniej zamknięto w 1947. 